# سد عفرین
سد عفرین (به عربی: سد عفرین) یک سد در سوریه است که در منطقه عفرین واقع شده‌است.